# Epigynum graciliflorum
Epigynum graciliflorum là một loài thực vật có hoa trong họ La bố ma. Loài này được (Pit.) Pichon mô tả khoa học đầu tiên năm 1948.